# Половинное (озеро, Красноярский край)
Полови́нное — озеро термокарстового происхождения в России на юго-западе Северо-Сибирской низменности на территории Красноярского края, примерно в 94 км к северу от Норильска и в 9 км от озера Пясино. Площадь поверхности — 69 км². Площадь водосбора — 255 км². Высота над уровнем моря — 65 м.
Из озера на севере вытекает единственная река Половинка (приток Пясины), впадают несколько ручьёв. Береговая линия слабо изрезана. Котловину озера окружают множество мелких озёр и болот.
Населённых пунктов на озере нет, с XVII века по первую половину XIX века на реке Половинке существовало зимовье для добычи меди. От эпохи неолита до эпохи железа район озера активно использовался бронзолитейщиками и здесь многократно устраивались небольшие поселения.